# 三清山古建筑群
28°54′57″N 118°03′10″E / 28.91583°N 118.05278°E
三清山古建筑群在中国江西省三清山北山（大部分属德兴市境内），于1985年被列为第一批德兴市文物保护单位，1987年被列为第三批江西省文物保护单位，2013年被列为第七批全国重点文物保护单位。
最先在三清山修建道观的为唐朝信州太守王鉴的后裔。唐僖宗时（873－888年）信州太守王鉴奉旨抚民，到达三清山北麓，见到此山风光秀丽，景色清幽，卸任后即携家归隐在此。到宋朝时，王鉴后裔王霖捐资兴建道观，三清山成为道家洞天福地。至明景泰年间（1450－1456年），王霖后裔王祜又重建三清宫。
从登山处步云桥直至天门三清福地，共兴建宫观、亭阁、石刻、石雕、山门、桥梁等200余处。古建筑群以三清宫为核心，包括石殿、摩崖石刻及造像、石雕、石塔、石牌坊、石墓、石井等多种建筑类型，均就地取材，以三清山的花岗岩建造。其规模与气势，可与青城山、武当山、龙虎山媲美。因此，三清山有“露天道教博物馆”之称。

## 图片
- 三清宫
- 三清宫及石牌坊
- 龙虎殿
- “伏魔上相”摩崖造像及石刻
- 飞仙台
- 风门
- 风雷塔
- 古丹井
- 王祜墓
- 詹碧云墓
- “纠察府”石殿
- “九天应元府”石殿